# Sport Club do Recife

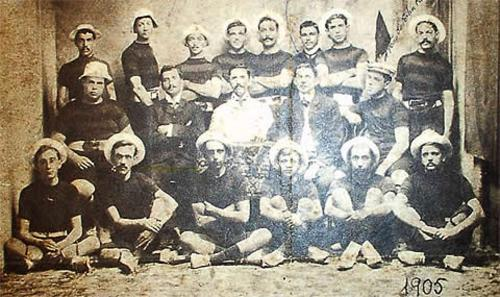
1905

Sport Club do Recife ook bekend als kortweg Sport, is een Braziliaanse voetbalclub uit Recife in de provincie Pernambuco.

## Geschiedenis
De club werd op 13 mei 1905 opgericht door Guilherme de Aquino Fonseca na een vergadering met 23 andere medeoprichters. De eerste wedstrijd werd gespeeld tegen een team dat English Eleven heette en eindigde in een gelijkspel.
In 1916 won de club de titel van Pernambucano, een titel die ze nog vaak zouden winnen. De grootste prestatie van de club was de landstitel in 1987 al was deze wel controversieel. De dertien grootste clubs van het land uitten hun ongenoegen tegen de voetbalbond door een eigen bond op te richten Clube dos 13 met het eigen kampioenschap Copa União. Sport werd kampioen van de oude hoogste klasse al waren de sterkste teams dat jaar wel niet aanwezig. De voetbalbond nodigde de nummer één en twee (Flamengo en Internacional) uit om tegen Sport en de nummer twee Guarani te spelen maar de clubs weigerden. Sport speelde dan tegen Guarani en won zo de landstitel als eerste team uit het noordoosten van het land.
In 2019 promoveerde de club opnieuw naar de hoogste klasse. Na twee seizoenen degradeerde de club weer en kon in 2024 opnieuw promotie afdwingen.

## Erelijst
Landskampioen
1987
Campeonato Pernambucano
1916, 1917, 1920, 1923, 1924, 1925, 1928, 1938, 1941, 1942, 1943, 1948, 1949, 1953, 1955, 1956, 1958, 1961, 1962, 1975, 1977, 1980, 1981, 1982, 1988, 1991, 1992, 1994, 1996, 1997, 1998, 1999, 2000, 2003, 2006, 2007, 2008, 2009, 2010, 2014, 2017, 2019, 2023, 2024, 2025